# اکبرشاه (الماس)
اکبرشاه که به عنوان "درخشش تخت طاووس " نیز شناخته می‌شود، الماسی است که قدمت آن به حکومت گورکانیان در هند برمی گردد. این الماسی نامنظم و گلابی‌شکل با رنگ سبز روشن به وزن ۷۳٫۶۰ قیراط است.
نام سه امپراتور مغول اکبر، جهانگیر و شاه جهان به زیبایی در کناره‌های آن درج شده‌است که آن را برجسته می‌کند.